# Feinkost Böhm

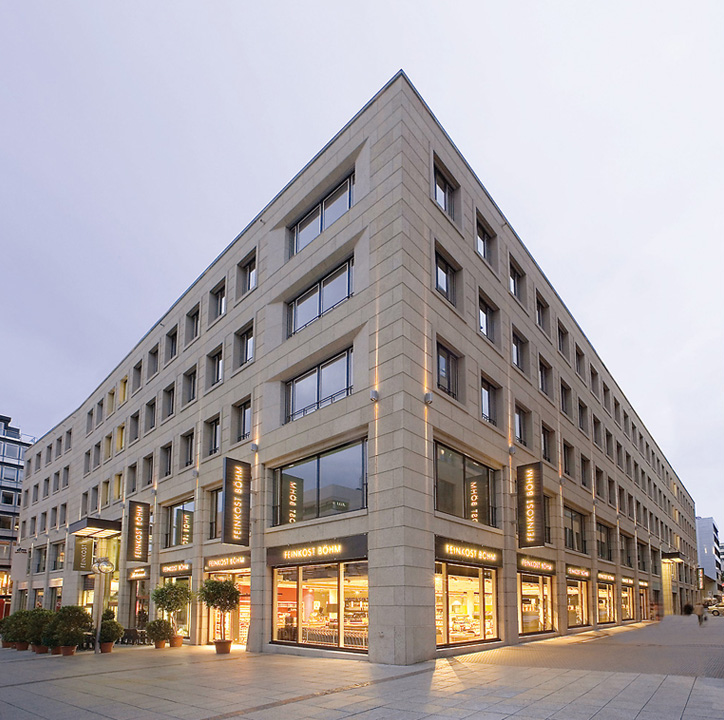
Feinkost Böhm-filiaal Stuttgart, Kronprinzbau

Feinkost Böhm GmbH is een delicatessenwinkel in het centrum van Stuttgart.

## Geschiedenis
Op 4 november 1889 openden Alfred en Otto Böhm hun eerste delicatessenzaak aan de Schloßstrasse 12 in Stuttgart. Op zijn hoogtepunt genereerde Feinkost Böhm vervolgens een omzet van maximaal DM 320 miljoen op 17 locaties en had het ongeveer 1.200 mensen in dienst. Na een enorme winstdaling moest het bedrijf in 2002 het faillissement aanvragen, maar kon aanvankelijk overeind blijven door een overname door de investeringsmaatschappij Capital Management Partners (CMP) en de sluiting van verliesgevende vestigingen. Als gevolg hiervan werden verschillende onderdelen van het bedrijf, zoals de wijnmakerij of de gourmetservice in Bad Cannstatt, verkocht en werd het bedrijf geconcentreerd op het hoofdkantoor aan de Calwer Strasse in Stuttgart.
In 2006 werd het hoofdkantoor van het bedrijf, dat toen nog 46 medewerkers telde, overgenomen door Ariane en Ferdinand Piëch en verder gerenoveerd. Feinkost Böhm is in de zomer van 2007 heropend.
Bij het bedrijf werkten anno 2019 ongeveer 170 mensen. Het hoofdkantoor in de Kronprinzbau in het centrum van Stuttgart beschikt over 1.400 m² verkoopruimte. Sinds 2007 heeft het bedrijf ook een delicatessenstand in de markthal van Stuttgart. Managing partner van het bedrijf is Ferdinand Piëch jr., de oudste zoon van de voormalige voorzitter van de VW-raad van toezicht, Ferdinand Piëch.
Meer dan 430 leveranciers voorzien Feinkost Böhm regelmatig van voedsel. Naast de focus op delicatessenproducten fungeert het bedrijf ook als luxe supermarkt. Tegenwoordig worden er ruim 12.500 regionale en internationale delicatessenproducten aangeboden in 12 afdelingen. Meer dan 500 eigenmerkproducten van Feinkost Böhm completeren het assortiment. Naast een inloopwijnhumidor zijn er ook twee restaurants in de winkel geïntegreerd: SUSHI-YA biedt haar gasten de Japanse keuken. Alle restaurants worden beheerd door Feinkost Böhm. Sinds 2019 is er ook een dagbar.